# 三浦徳子
三浦 徳子（みうら よしこ、1949年 - 2023年11月6日）は、日本の作詞家。本名は高原 徳子（たかはら よしこ）。青森県弘前市出身。生前はアップフロントグループに所属していた。別名義に「亜伊林」（あいりん）がある。
1970年代後半から日本を代表する作詞家として活動し、1980年代における作詞家総売上枚数は松本隆、売野雅勇、秋元康に次ぐ4位、女性作詞家としては1位であった。兄は文芸評論家の三浦雅士。

## 経歴
1949年、青森市で出生。小学校3年までは青森県の大鰐町、それ以後は八戸市で育った。三浦が中学生のとき、兄の雅士が青森県立弘前高等学校に進学し下宿したため、同兄と一緒に育ったのはそれまでである。
青森県立弘前中央高等学校を卒業後上京し、明治学院大学に入学。大学卒業後、コピーライターを経て、1977年に高田みづえのシングル「硝子坂」のB面「DÔMO DÔMO」にて作詞家デビュー（当時の名義は「みうらよしこ」）。1978年には石川ひとみのデビュー曲「右向け右」、および2作目の「くるみ割り人形」を手掛け、その年の日本歌謡大賞新人賞を受賞させた。翌1979年には岩崎宏美へ提供した「万華鏡」が日本レコード大賞金賞を獲得。同年に手掛けた松原みきの「真夜中のドア〜Stay With Me」は2020年頃からリバイバルヒットし、世界的な人気曲となった。1980年には松田聖子のデビュー曲「裸足の季節」を手掛け、以降松田の5枚目のシングルまで専属で担当し、当時のオリコン連続1位記録の礎を担った。この他にも柏原芳恵、早見優、堀ちえみ、工藤静香らの楽曲の作詞を多数手掛け、1970年代後半から1980年代にかけての女性アイドル歌手全盛時にヒットチャートを席捲した。また、沢田研二、郷ひろみ、田原俊彦、少年隊などの男性アイドル歌手や、八神純子、浜田省吾、TUBEらのシンガーソングライターにも数々のヒット作品を提供していたほか、デリカスイトのイメージソングの作詞も担当。晩年はアップフロントグループに所属し、主にハロー!プロジェクト関連、および旧ジャニーズ（後のSTARTO ENTERTAINMENT）関連のアイドルグループの楽曲や、NHK Eテレの子供向け番組の楽曲の作詞を手掛けていた。
2023年11月6日午前1時21分、肺炎のため死去。同月14日にアップフロント音楽出版が公表した。75歳没。後述するモーニング娘。の元メンバーだった佐藤優樹のシングル「Ding Dong/ロマンティックなんてガラじゃない」の通常盤Cに収録された「プラスティック・ジェネレーション」（2023年3月29日発売）が最後の作品となった。同年、第65回日本レコード大賞特別功労賞を受賞した。

## 音楽性
- 作詞の特徴としては、メロディーが望む言葉をそのとき思いつくかどうかを重視し[12]、作詞家の仕事はやって来るものをガバッとつかむものでディレクターから直されたり、悩んだりすると魅力がなくなり、悩むとお客さんに見破られると語っている[13][14]。ただ「サビがうまくいかないと、納得するまで何度も書き直しますね」とも述べ[13]、作詞家の労働時間は、歩いているときも、同時に考えていることは考えているという[14]。
- 面倒なことを歌いたい人はいないという理由から意味もなく語彙を増やすことには否定的であり、語彙の量や質よりも、言葉と言葉の組み合わせによる新たな効果を重視するという[5]。
- 三浦の出世作である「みずいろの雨」については、八神純子は複数の作詞家に作詞を発注しており、いわゆる競作であった。三浦は曲を聴く前にすでに「みずいろの雨」というテーマを決めていた。みずいろは日本人が好む色であり、歌謡曲といえば雨と考えたからである。三浦は「曲を聞いたら、ちょうど『みずいろの雨』でよかったんです」と述べている。「みずいろ」をひらがなにしたのは、漢字にするとイメージが固まってしまうからであった。「くずれてしまえ」という命令形の歌詞について、三浦は、当時としては珍しいものであり、当時の八神純子が気の強い女の子であったから浮かんだ歌詞だったのだろうと語っている[13]。

## 記録
シングル売上TOP15
| 順位                 | タイトル                                  | アーティスト | 作曲家                                          | 売上枚数 （万枚） | 発売日         |
| -------------------- | ----------------------------------------- | ------------ | ----------------------------------------------- | ----------------- | -------------- |
| 1                    | CAT'S EYE                                 | 杏里         | 小田裕一郎                                      | 82.0              | 1983年8月5日   |
| 2                    | 風は秋色/Eighteen                         | 松田聖子     | 小田裕一郎 平尾昌晃                             | 79.7              | 1980年10月1日  |
| 3                    | チェリーブラッサム                        | 松田聖子     | 財津和夫                                        | 67.5              | 1981年1月21日  |
| 4                    | 青い珊瑚礁                                | 松田聖子     | 小田裕一郎                                      | 60.3              | 1980年8月1日   |
| 5                    | みずいろの雨                              | 八神純子     | 八神純子                                        | 58.8              | 1978年9月5日   |
| 6                    | 夏の扉                                    | 松田聖子     | 財津和夫                                        | 56.9              | 1981年4月21日  |
| 7                    | パープルタウン 〜You Oughta Know By Now〜 | 八神純子     | 八神純子・Ray Kenned・Jack Conrad・David Foster | 56.4              | 1980年7月21日  |
| 8                    | ZUTTO                                     | 永井真理子   | 藤井宏一                                        | 54.6              | 1990年10月24日 |
| 9                    | 嵐の素顔                                  | 工藤静香     | 後藤次利                                        | 52.4              | 1989年5月3日   |
| 10                   | 君に薔薇薔薇…という感じ                   | 田原俊彦     | 筒美京平                                        | 36.5              | 1982年1月27日  |
| 11                   | ス・ト・リ・ッ・パ・ー                    | 沢田研二     | 沢田研二                                        | 36.4              | 1981年9月21日  |
| 12                   | モニカ                                    | 吉川晃司     | NOBODY                                          | 33.9              | 1984年2月1日   |
| 13                   | ZIG ZAG セブンティーン/Gジャンブルース    | シブがき隊   | 井上大輔                                        | 33.5              | 1982年10月28日 |
| 14                   | 裸足の季節                                | 松田聖子     | 小田裕一郎                                      | 28.3              | 1980年4月1日   |
| 15                   | 万華鏡                                    | 岩崎宏美     | 馬飼野康二                                      | 27.8              | 1979年9月15日  |
| 「亜伊林」名義を含む |                                           |              |                                                 |                   |                |

## 作品

### あ行
- あいざき進也
  - 土曜の夜と日曜の朝

- 愛田洋子
  - 雨が好き
  - 昼下がり
  - 過ぎた日のLove Song
  - 恋人のふり

- 赤坂晃
  - Look out

- AKIRA & KOHJI（内海光司と赤坂晃）
  - Mr.MIRACLE

- アグネス・チャン
  - 少し待ってて
  - 頬に青い風（訳詞）
  - 100万人のジャバウォーキー（作曲：タケカワユキヒデ、作詞は奈良橋陽子と共同）
  - ハロー・サンシャイン
  - 勇気を下さい (Ma Liberte)（訳詞）
  - 小さな風船 (Toi jamais)（訳詞）
  - 瞳のおしゃべり (Masculin Singvlier)（訳詞）
  - 夢の中で (I’m Just Dreaming)（訳詞）
  - 高すぎる空
  - 遠くのガラス (Chat Cris Chagrin)（訳詞）

- 麻丘みなみ
  - ノックはいらない
  - ぬくもりTenderly

- 浅香唯
  - 夏少女
  - 一人ぼっちのランデブー
  - ふたりのMoon River
  - 星のマリーナ
  - ホワイト・ナイツ
  - TAKE IT EASY（亜伊林名義）
  - Be Yourself（亜伊林名義）

- 麻倉未稀
  - Applause!

- 麻生よう子
  - 11Fの部屋
  - 星くず

- 新井薫子
  - 虹いろの瞳
  - イニシャルは夏
  - 赤い靴
  - 風のジェラシー
  - Holiday
  - パステル気分
  - 愛になりたい
  - ジューシィ気分
  - この恋可哀そう

- 新井由美子
  - ハーバーライト・ブルー

- 荒川つとむ
  - 青春の時間割
  - 風に向って走れ
  - あなたに魅せられ空まわり
  - 心は横にひび割れて
  - ジキル＆ハイド

- 荒木由美子
  - 沈んだ世界

- アルマカミニイト
  - 抱きしめたい 抱きしめたい

- アンジュネッツ
  - 恋のダディ・オー（日本語訳）

- ANNA
  - I feel

- 杏里
  - CAT'S EYE
のちにMAXが同楽曲をカバーした「CAT'S EYE」をリリース
  - Dancing with the sunshine
  - 気ままにREFLECTION
  - 16(Sixteen)BEAT
  - 海辺から
  - マホガニータウン
  - 夜明けのSOLDIER
  - LONG ISLAND BEACH
  - 瞳は永遠の香り

- アンリ菅野
  - ミスター・プリンター（日本語詞）

- 五十嵐友
  - Face

- 五十嵐夕紀
  - 恋人たちの季節

- 生稲晃子
  - ファンキーララバイ

- 生沢佑一
  - 不思議に愛して
  - HOT NIGHT（日本語詞）

- 石井明美
  - Step By Step

- 石川秀美
  - Everynight
  - 青い影
  - 夜空にDingDong
  - 哀愁にカタをつけろ

- 石川ひとみ
  - 右向け右
  - ピピッと第六感
  - くるみ割り人形
  - アリスのひとりごと（訳詞）
  - 雨に誘われて
  - フェミニン
  - 冬の花
  - オリーブの栞
  - 空色のフォトグラフ
  - 40回目のlove song

- 石川優子
  - クリスタルモーニング
  - Kiss me すうぃ〜と
  - ジュスティーヌ
  - あなたへの歌
  - さよならはしても

- 石田ひかり
  - く・ち・び・る・♥²

- 石野真子
  - フォギー・レイン
  - 二人のバースデー

- 石原侑佳
  - 郷愁のテーマ

- 市井紗耶香
  - 4U〜ひたすら〜
  - 不器用な天使

- 市井紗耶香 in CUBIC-CROSS
  - 人生がもう始まってる
  - がんばってみるよ
  - 帰りたくない

- 五木ひろし
  - 美しくそのままで
  - こころはずんで
  - 夜風

- 伊藤敏博
  - よわむし

- 伊東ゆかり
  - あなたの靴音
  - 約束だけロマンティック

- 稲垣潤一
  - FAIRY（亜伊林名義）

- 因幡晃
  - 声はかけない

- 因幡晃&相田翔子
  - クレタの白い砂
  - 純愛・アフロディーテ

- イリア
  - 素敵にさよなら

- 岩井小百合
  - 涙のシルエット
  - シャワーを浴びた後で…
  - ドレミファソーダ！
  - 渚のクエスチョン
  - 瞳の中のラストシーン

- 岩崎宏美
  - 万華鏡
  - 泣きながら目覚めて
  - 麗しのカトリーヌ
  - 水曜の朝、海辺で…
  - 東京 - パリ
  - テーブルの下
  - 哀しみは火のように
  - スローな愛がいいわ
  - 白夜
  - ブルー・エンジェル
  - 桜色-桜咲く日々に-

- 岩崎良美
  - 私の名はアリス
  - 朝の手紙
  - ラジオのように

- 上戸彩
  - 風
  - あふれそうな愛、抱いて
  - 世界中がハッピーバースディ

- うしろ髪ひかれ隊
  - 雲の上はいつも
  - Nice!
  - Honey
  - 山羊座のイヤリング

- Wink
  - Shake it

- 浦部雅美
  - ジプシー
  - 噂

- エリック・フクサキ
  - Ai Yai Yai!

- 大木康子
  - ひとりぼっちのDIMANSHE（日曜日）

- 大久保一久
  - BGMの街
  - 君のスカーフ
  - The Four Seasons
  - ロンリー・ロンリー

- 大滝裕子
  - A BOY
  - YOKOHAMA 24時
  - 恋のウォーミング・アップ
  - 異性
  - P.S.アイ・ラブ・ユー
  - ヒラヒラ!
  - クレイジー・マン
  - 愛のコザック
  - サラダ・モーニング

- 太田貴子
  - LOVEさりげなく
  - magician 〜in the midnight〜
  - 昨日よりも愛してる

- 大西結花
  - 優しくて哀しくて
  - キャンドルを消さないで

- 大根夕佳
  - 話し中

- 大橋恵里子
  - センチメンタル・ボーイ
  - 3つ数えて

- 大橋純子
  - ANOTHER DAY,ANOTHER LOVE
  - 恋のアドリブ
  - サイレーン（海の精の物語）
  - ラ・ローザ
  - テレフォン・ナンバー
  - MAROON PERSON
  - シジフォスの朝
  - ブックエンド
  - 名前のない馬
  - TEA FOR TEARS
  - ファンタジック・ウーマン
  - サンバ・ソレイユ
  - 黄昏
  - 香水-PERFUME-
  - LOST LOVE-愛の踊り場-
  - シェリー
  - ベリッシマ
  - ポストカード・ファンタジィ
  - LOOKING FOR LOVE～シンデレラ・ナイト～
  - DANCING TOWN
  - ヴェニスの女（大橋純子と共作）
  - I'M JUST A WOMAN（大橋純子と共作）
  - NIGHT OF THE LIGHTED CITY（大橋純子と共作）

- 大橋純子 & 美乃家セントラル・ステイション
  - カナディアン・ララバイ
  - ブルーミングデールで
  - スパニッシュ・アイズ

- 大森絹子
  - スウィート・ドリーム（森山進治と共作）
  - ナイーヴなシャツ

- 岡田奈々
  - 静舞
  - 坂の途中で
  - フラッシュ・バック
  - 熱い風
  - 美しき冒険旅行
  - Mr.アレンジャー
  - 不時着
  - 不意打ち

- 岡田有希子
  - 風の中のカフェテラス
  - ストライプのジェラシー
  - Walking In The Moonlight
  - Sweet Planet
  - みずうみ
  - 水色プリンセス-水の精-

- 荻野目洋子
  - ディセンバー・メモリー
  - 夏の微笑
  - 雨とジャスミン
  - ピンク・サファイア（亜伊林名義）
  - マイ キャサリン
  - Bの噂
  - 彼と彼女とひこうき雲

- 奥田圭子
  - 瞳の中に
  - ため息の予感

- 奥山佳恵
  - ロマンスBU・SO・KU（奥山佳恵＆フィフティーン・キャンプ）
  - ぼくたちの勇気（奥山佳恵＆フィフティーン・キャンプ）
  - 哲学させてよ

- 尾崎紀世彦
  - Love Affair
  - だけど愛は
  - Tonight さよなら

- 尾関美穂
  - 土曜日の魔法

### か行
- 海援隊
  - 漂流船
  - グッバイロンリー

- 甲斐智枝美
  - 恋人からひと言
  - 夕なぎ

- 鹿賀丈史
  - Ja-nay

- 影山ヒロノブ
  - 真夜中のダンス
  - Rainy Now
  - Horizon
  - 未来から来た男
  - Sad Moment
  - ターバン
  - まだ見ぬ女（ひと）へ

- 柏原芳恵
  - 恋人たちのキャフェテラス
  - ロマンチックにI love you
  - 4月の手紙
  - 夕陽のコンチェルト
  - 鐘が鳴る
  - 恋したがりや

- 葛城ユキ
  - CHILDREN'S HEART

- 加藤香子
  - ジョークでいいじゃん
  - 勝手にさせて

- 加藤紀子
  - Truth
  - そばにいてほしい

- かとうれいこ
  - LOVE MOTION～How Deep Is Your Love（日本語訳）

- 佳山明生
  - 待ちわびて神戸

- 加山雄三
  - 夏のめぐり逢い
  - Hello! Pacific
  - バハマの恋人

- 狩人
  - 今の君なら誰だって愛したい
  - 愛する悲劇に恋してる

- 河合奈保子
  - 大きな森の小さなお家
  - ハリケーン・キッド
  - ふたりのWonderland
  - Twilight Dream
  - ロンリー・ロンリー

- 河上幸恵
  - ブルー・エトランゼ
  - リボンをほどいて
  - 春にめざめて
  - 水で描かれた物語
  - 心の中のルビー

- 川島なお美
  - ワールズ・エンド
- 岸田智史
  - 忘れられた金曜日

- 北原歩
  - 真夏の夜に夢見てる
  - ノースリーブの人魚
  - 君に欠けていること（北原歩 & OHeSo）

- 北原佐和子
  - パッとパンジー
  - 何も知らないくせに
  - 夜空のブランコ
  - 想い出色の南風

- 吉川晃司
  - モニカ
  - ピンナップにシャウト!!
  - Miss You

- 木之内みどり
  - まだ手探りしている天使
  - ビュッフェから
  - 水かがみ
  - 木曜にはきっと…
  - MON AMOUR, I LOVE YOU
  - 漂いながら…
  - 海の百合
  - 白い馬

- 木の実ナナ
  - 夜のパントマイム
  - 美しき女(ひと)
  - Open Ticket
  - 自由の女神が化粧落として
  - Baseball Fleak
  - 赤い靴 - Red Shoes -

- 木村恵子
  - 体重計とアンブレラ

- キャンティ
  - ロンリー・ガールは夜の夢
  - 一年過ぎたら

- キララとウララ
  - パックンたまご！～空からたまごが降ってきた～

- ザ・キング・トーンズ
  - 今夜まで待てそうにない

- 久我陽子
  - Let's sing a song

- 久木田美弥
  - シンデレラなんかじゃない

- 工藤あやの
  - 恋ごよみ
  - ときめきロマンス

- 工藤静香
  - If
  - ミステリアス
  - パッセージ
  - 真夜中のコレクトコール
  - 嵐の素顔
  - 断崖
  - 橋
  - Superstition
  - 震える1秒
  - Please
  - my eyes
  - 霧の彼方へ
  - 渇いた花
  - Gong
  - 炎の中へ

- 工藤夕貴
  - 幸福

- 国実百合
  - きっと…
  - いつもそばにいるからね
  - 哀しい疑惑
  - 薔薇色の嘘

- 久保田早紀
  - 夏の夜の10時30分
  - 木々が大きかった頃に
  - ねじれたヴィーナス
  - 寒い絵葉書
  - ピアニッシモで…
  - 見知らぬ人でなく（久保田早紀と共作）
  - ジャスト・ア・フレンド（久保田早紀と共作）
  - ステージ・ドア（久保田早紀と共作）
  - メランコリーのテーブルクロス（久保田早紀と共作）
  - 9月のレストラン（久保田早紀と共作）
  - 夜の底は柔らかな幻（久保田早紀と共作）
  - 見えない手（久保田早紀と共作）

- 熊谷真実
  - グロリア

- 熊田曜子
  - 秋物語

- 倉沢淳美
  - 土曜日はエスケイプ

- クラッシュギャルズ
  - Run!

- クリスティーナ
  - ガラスのヴァイオリン
  - LOVE IS THE ONLY WAY

- 黒川ゆり
  - 硝子のヒロイン

- 黒崎輝
  - 誰よりも

- 黒沢律子
  - 涙 NO-NO-NO

- 黒BUTAオールスターズ
  - あなたにお願い申し上げます。
  - 誘ってみればいいじゃない ～悪いけどサキにイクわ～

- 桑名晴子
  - Come on in. Coke’79

- 研ナオコ
  - Lonely Star
  - 夏にしとくれ "SOFTLY AS IN A MORNING SUNRISE”（日本語詞）
  - 谷間の百合
  - 旅路の果て
  - 見かけませんでしたか
  - 悲しみのDance
  - 話がちがうじゃない（研ナオコ＆ライラックス名義）

- 小泉今日子
  - 黄色いチューリップ
  - 回り道
  - ひとり街角
  - 雨の海岸通り
  - ときめきたいの

- 小出広美
  - 夢で逢いましょう

- 郷ひろみ
  - お嫁サンバ
  - シンメトリー・ラブ
  - モノクローム Girl
  - Only One Is Number One
  - スターダスト・メロディー
  - もういちど思春期
  - 面白半分
  - 哀愁ヒーロー Part1・Part2
  - 冬の旅
  - ポケットの春 -11Fのマリア-
  - I'm Sorry
  - 狙撃者
  - アスファルト・ヒーロー
  - 純情
  - どこまでもふたり
  - 故郷は僕に微笑む（早坂文明と共作）
  - やさしさが罪
  - 毀められてタンゴ

- 國府田マリ子
  - 私が天使だったらいいのに（國府田と共作）
  - 9月の夏休み

- 古手川祐子
  - 愛想笑い
  - およしなさいと言ってくれますか
  - 水色のロマンス
  - 白い想い出

- 小林彩子
  - ブルー・プラネット

- 小柳ルミ子
  - 誰でもいいはずないじゃない
  - シルクな心
  - 笑わせないで

### さ行
- サーカス
  - Come on in. Coke’79

- 西園寺たまき＆HIP
  - ポイント・ゲッター
  - Summertime In Blue サマータイム・イン・ブルー
  - A Little Fat Maria
  - Lonely Soldier Boy
  - Oriental Girl
  - OKINAWA

- 西城秀樹
  - 海辺のまぼろし
  - If You Love Me
  - ムーンライト・ダンシング
  - ミュージック

- 斉藤満喜子
  - やりたい放題
  - NO!NO!NO!

- 酒井法子
  - お願いダーリン
  - 男のコになりたい
  - マンモス・ラッキィ BOY
  - フィヨルドの風
  - 何にもしないクリスマス（亜伊林名義）
  - 好きだよ（亜伊林名義）
  - 平気!平気!（亜伊林名義）

- 酒井美紀（すべて亜伊林名義）
  - 哀しみはひとつ年上
  - あなたの声が聞こえる
  - ずっとこうしていたい
  - そよ風の告白
  - 乙女の祈り
  - あした

- 坂上とし恵
  - き・い・てMY LOVE
  - 黒い瞳
  - ひとりで街をゆくときも
  - ト・シ・エ

- 榊原郁恵
  - 青春気流
  - 太陽のバカンス
  - 自由の女神
  - マシンガン・シティー
  - おいしい水
  - ラスト・デイト
  - プルメリア・Love Song
  - 涙のDancing Town

- 坂口良子
  - 失恋コラージュ
  - 果実酒

- 坂本冬美
  - 恋霞

- 佐久間麗
  - ふ・る・え・る果実
  - 疑うシーズン

- 桜田淳子
  - 黄昏通り
  - ベージュのソファー
  - 神戸で逢えたら
  - 愛の真ん中
  - 許してくれていいじゃない

- 櫻田宗久
  - 愛の奴隷（櫻田宗久と共作）
  - 恋の呪文はヤムヤムヤム
  - 純情ハートブレイク（櫻田宗久と共作）
  - ヴィーナス
  - お願いブギーナイト
  - ミステリー・オブ・ラブ
  - ナニコレ

- ささきいさお
  - ターミナル
  - 恋はいつも

- 五月みどり ＆ Mr.Karuhazumi
  - 軽はずみ小唄

- さとうあき子
  - 6月の海辺

- 佐藤寛之
  - NARITAI-NARENAI

- 佐藤優樹
  - プラスティック・ジェネレーション（遺作）

- 真田広之
  - ブラインドの第2章

- 讃岐裕子
  - メリー・ゴー・ラウンド
  - つよがり
  - ひとりぼっちのあなたに
  - 冬の言葉
  - ミッドナイト・レインボー
  - 99粒の涙
  - 月曜日にさよなら

- 沢田亜矢子
  - 想い出ワルツ
  - ロンサム・タウン

- 沢田研二
  - おまえがパラダイス
  - 渚のラブレター
  - ス・ト・リ・ッ・パ・ー
  - 6番目のユ・ウ・ウ・ツ
  - 渡り鳥 はぐれ鳥
  - バイバイジェラシー
  - 月曜日までお元気で
  - ロマンティックはご一緒に
  - 枯葉のように囁いて
  - NOISE
  - 午前3時のエレベーター
  - MAYBE TONIGHT
  - CAFÉビァンカ
  - I'LL BE ON MAY WAY
  - SHE SAID……
  - そばにいたい
  - DIRTY WORK
  - 想い出のアニー・ローリー
  - テーブル4の女
  - テレフォン
  - シャワー
  - バタフライ・ムーン
  - A WONDERFUL TIME
  - パフューム
  - 真夏のConversation
  - ミラーボール・ドリーマー
  - シルクの夜
  - SMILE（日本語詞）

- 沢田富美子
  - ちょっと春風
  - 五月の色

- 沢田聖子
  - 卒業
  - 輝く風のように
  - もしもいつの日か
  - 星空の恋人
  - 真くんへの手紙
  - 春眠

- 沢村美奈子
  - パンプキン・ラブ

- サンデーズ
  - Happy Wedding
  - ジェラシー・パレット
  - YesとNoの間
  - 僕のニューフェイス

- 椎名恵
  - 今夜はANGEL（補作詞）

- しじみとさざえ
  - 夢みるラクダ

- SHIZUKI
  - HAPPINESS

- 設楽りさ子
  - Marginal
  - Diamond Rain
  - Friends

- 篠原涼子
  - 今のままのふたりで
  - 微笑みにGood-bye

- 島田歌穂
  - Loving My Soul（亜伊林名義）
  - Two Hearts（亜伊林名義）

- 島田奈美
  - 霧のドレス
  - It’s Show Time

- 清水香織
  - Blue Letter
  - Boy.天使が通りすぎる
  - タイム・リミット

- 志村香
  - まぶしいSeventeen
  - 星のシンフォニー
  - 秋風はあなた
  - 九月の風に溶けちゃって…

- 下成佐登子
  - 金色のエアプレーン
  - 南十字星

- シャーリー・クァン
  - 恋すればいいのに
  - 涙もこぼれない
  - HONG KONG SIGHT

- ジューシィ・フルーツ
  - 恋愛スランプ
  - 哀シャローム
  - ラスト・ダンスは誰かとね
  - アップルキッス
  - I.C.B.M.
  - おきまりのコース Make Love Again（柴矢俊彦と共作）
  - いけないいけないRaindrops

- ジュディ・オング
  - 2月のベニスから
- ジュリー with ザ・ワイルドワンズ
  - 渚でシャララ

- ジェラシー
  - 愛の湖
  - いいじゃないじゃない

- 少女隊（すべて亜伊林名義）
  - FOREVER〜ギンガムチェックstory〜
  - ピンクのタオル
  - KU・RO・O・BI MAGIC
  - KAMIKAZE 66
  - 涙のシャワー・ルーム
  - ウキウキニューヨーク
  - Summer Grass in Rain
  - ダンステリアの忘れもの
  - Mr.ロマンス
  - Lady Shy
  - ホールドアップ！
  - ペパーミント・Wonderland
  - 渚のダンスパーティー
  - HANKY PANKY（日本語詞）
  - BLACK IS BLACK（日本語詞）
  - Lion Heart
  - Bye-Bye メランコリー

- 庄野真代
  - ジャングル・コング

- ジョニー大倉&ベイ・ジャンク外人部隊
  - JUNK CITY
  - SHOW TIME

- ジョニー・デイビス
  - テクニカラー・クイーン

- 白石まるみ
  - YoKoSuKa 愛の色
  - A Little Fall

- 白井貴子
  - Weekend（白井貴子と共作）

- シンシア
  - ふたり

- 杉浦幸
  - 瞳はテレパシー
  - ヨコハマ・シャドウ

- 杉かおり
  - 夢見るレイン・トリー(Tout Tout Decement)（日本語詞）

- 杉村尚美
  - 風の中のメロディー

- 杉良太郎
  - 眠れ、俺の腕で

- 鈴木雅之
  - 運命の人 〜 Anytime You Need Me（CAMERONと共作）
  - 夜空の雨音（Kurt Jessenと共作）

- 鈴木ユカリ
  - 夢の降る街（補作詞）

- ステファニー
  - 恋のロケーション
  - アイム・ア・ラッキーガール
  - スイート・メモリーズ (SWEET MEMORIES)
  - ページ・ワン (PAGE ONE)

- セイントフォー
  - 雨の予感

- 瀬能あづさ
  - もう泣かないで
  - 見つめていても
  - 君の翼〜だいじょうぶだから〜
  - あなたじゃなければ
  - I miss you（高見沢俊彦と共作）
  - 秋（高見沢俊彦と共作）
  - Crystal Eyes
  - ノーと言えない
  - 今日、決めたコト
  - 素敵になれる
  - Horizon

- 世良公則
  - モーニングシャワー
  - 蒼い夜

- Zero
  - 涙をゼロに…

- 千堂あきほ
  - Passion Dance
  - Hungry Tiger

- 仙道敦子
  - 青いSunset
  - 半分悲しい
  - 波の泡
  - 乾いていたい
  - スーパーガール
  - PASSION
  - 指先のロンリネス

- 園まり
  - 夢は夢のままで

### た行
- 大地真央
  - SO NICE DAY
  - アスファルトはフリー

- 高田純次&近藤房之助
  - 夕焼けのParty

- 高田みづえ
  - DÔMO DÔMO（作詞家デビュー作。当時・みうらよしこ名義）
  - 赤い傘
  - さよなら今日は
  - 異国
  - 夢のお月さま
  - 燃える想い
  - 朝の旅人
  - 淋しいだけじゃない
  - 原宿メモリー

- 高橋良明
  - 君にノイローゼ
  - 君まで100マイル
  - TSURAIZE

- 高林未来
  - あふれる想い

- 高見知佳
  - あなた船を出して
  - 孤独なタキシード
  - 物語は東から

- 高村亜留
  - ハートブレイク・サマービーチ

- 太川陽介
  - SOLO SOLO
  - その気になれ

- 多岐川裕美
  - 酸っぱい経験
  - 濡れてさよなら
  - 彼女と彼
  - セクシー・キャット
  - 黒のオートバイ
  - 神戸メランコリー
  - ADULT
  - 夜の匂い
  - 気まぐれに愛して
  - 魔性の女
  - 煙が風に
  - 私...
  - 消印はニース
  - おやすみマイ・ハート
  - 星空ナイト
  - 酸っぱい季節
  - 退屈な午後
  - 南の夜のおはなし
  - 踊り子A
  - 舞い落ちて
  - 夢見心地
  - カーテンコール
  - 火の鳥
  - 夜の樹木
  - 悲しい手紙

- 竹本孝之
  - てれてZin Zin
  - シャイな瞳
  - 連想ゲーム
  - HOT
  - Catch Eye－TAKAのテーマ－
  - お休みDarling
  - 火のように水のように
  - YAKIMOKI Night & Day
  - 約束はいらない
  - 夕暮れのせいにして

- 立花理佐
  - 愛はなぜですか

- 館林見晴
  - 気まぐれエーモーション

- 田中久美
  - スリリング
  - バースデイ
  - カリッと夏
  - 恋するデイジイ
  - 地中海DOLL
  - 流星ディスコティック
  - エレガンス航海（クルーズ）
  - ミリタリー
  - クレタの砂
  - 眠れない夜
  - カレンダー

- 田中好子
  - 午前5時のドリーム

- 田原俊彦
  - 君に薔薇薔薇…という感じ
  - ANO ANO お嬢さん
  - 真夏にドッキリ
  - ラブ・シュプール
  - 双子座の恋人たち
  - シャワーな気分
  - 溜息DAY & NIGHT
  - In the Space
  - 顔に書いた恋愛小説
  - ニューヨーク・スマイル
  - Summer Bride
  - 盗聴

- 田村英里子
  - そよ風のプロローグ
  - さよならのしっぽ
  - 希望のメロディー
  - 風とSeptember
  - もう逢えないなんて
  - 囁きに負けちゃう
  - 最後に教えて
  - Only Sweet Heart

- チャオ ベッラ チンクエッティ
  - 一期一会

- チェリッシュ
  - わたしたち昼と夜

- つちやかおり
  - ニュース
  - 想い -何もかも涙-

- TUBE
  - ベストセラー・サマー
  - 涙のハーバーライト
  - センチメンタルに首ったけ
  - あの夏のEverynight

- TWINZER
  - LEAVE ME ALONE（亜伊林名義）

- T.UTU
  - Midnight Calling You
  - Dance Dance Dance

- TM NETWORK
  - さよならの準備
  - TIME
  - 8月の長い夜

- ティファニー
  - プライドの問題
  - 昨日からの手紙

- 手嶌葵
  - いてくれて ありがとう

- 寺田恵子
  - Dream Again

- 刀根麻理子
  - デリンジャー
  - RHAPSODY AGAIN
  - STREET HORIZON 彼女の自由
  - ジェラシーの向こう側
  - クリスタルハート

- 富田靖子
  - スウィート
  - 君はシンデレラ
  - 君がいるだけで

- 豊広純子
  - カクテル・ムーン

- トランザム
  - Mr.ウェルビー
  - パーハップス・メイビー
  - Come on in. Coke’79

### な行
- 永井真理子（すべて亜伊林名義）
  - 愛こそみんなの仕事
  - ミラクル・ガール
  - ZUTTO
  - TIME -Song for GUNHED-
  - やさしくなりたい
  - Oh, ムーンライト
  - ときめくハートビート（前田克樹と共作）
  - 心が風邪をひいた
  - ミッドナイト・ウイルス
  - Good Luckが目にしみる
  - 夕闇にまぎれて
  - Mind Your Step
  - 親友
  - いつもセレナーデ
  - Fight!
  - 自分についた嘘
  - Pepper And Salt
  - 20才のスピード
  - ロンリイザウルス
  - Step Step Step（前田克樹と共作）
  - 少年（永井真理子と共作）
  - あなたを見てると
  - そよ風のチャンピオン
  - Ready Steady Go!
  - 悲しまないで
  - 今日こそは心を着がえて（永井真理子と共作）
  - Lonely クリスマス
  - あの頃、哀しさは1/6
  - Way Out
  - キャッチ・ボール
  - EVERYTHING
  - ワイルドで行こう
  - Say Hello
  - 揺れているのは

- 長江健次
  - こんなにイエスタディ

- 中尾ミエ
  - 夢に抱かれて

- 永尾美代子
  - ブルーのタオル
  - もう海には帰らない
  - 雨のボートハウス
  - Sea Wind

- 中川翔子
  - Dear my saint-girl（亜伊林名義）

- 中島はるみ (女優)
  - まぶしい男たちよ
  - ナルシス
  - 横向きのさよなら
  - 真紅

- 中島はるみ (モデル)
  - 気分を着換えて

- 中村あゆみ
  - Million Nights
  - 孤独のスパークライト

- 中村繁之
  - 瞳・Something

- 仲村知夏
  - NOISE（亜伊林名義）
  - Teenage Blue（亜伊林名義）
  - Morning Paradise（亜伊林名義・CHIKAと共作）

- 中村雅俊
  - 瞬間（ひととき）の愛
  - No Secrets
- 中森明菜
  - 鏡の中のJ
  - アサイラム
  - アレグロ・ビヴァーチェ
  - ピンク・シャンパン
  - Blue On Pink

- 中山美穂
  - 蒼ざめたペンダント
  - ストリート・ファンタジー

- 長山洋子
  - 旅人
  - 夢色ジェラシー

- 夏井圭子
  - ペパーミント モンスーン
  - セピアの夏

- 夏木マリ
  - チャイナタウン
  - ナイアガラ
  - ふ・つ・う・の女

- 成清加奈子
  - ハートのピアス

- 二名敦子
  - ラスト タイフーン
  - YOU MOVE ME!
  - カラパナ・ブラック・サンド・ビーチ
  - エリア・コード808
  - ラハイナ・ミッド・サマー・クルージン
  - ブギー・ボード
  - スピン・ドリフター
  - ちょっと泣きたい
  - 渚のフェイム
  - ハワイアン・シャワー
  - コナ・サンセット
  - ホノルル・シティ・ライツ（日本語詞）
  - Tonight My Love（日本語詞）
  - Soldier Fish
  - 雨のScenic Point
  - PH-8
  - April Shadow
  - Icebox&Movie
  - 二人のWednesday
  - Atlanta June（日本語詞）
  - トワイライト

- 西田ひかる
  - Seven Wonders
  - 二人の空
  - それが始まり
  - 好きで…好きで…好きなの
  - 突然の夏
  - Dear My Soul

- 西村朋紘
  - 君の声が闇の中で
  - Lonely Blood

- 西村知美
  - グレイのすきま
  - ミッドナイト・ツアー
  - Kissより甘い風（亜伊林名義）

- 新田一郎
  - ほ・ろ・り
  - 渡り鳥はぐれ鳥
  - WONDERFUL NIGHT
  - ガラスのスクリーン
  - 綺麗さっぱり
  - 嘘つきカモメ
  - 月の女のエピソード
  - 勝手な夜
  - 涙プラス
  - 原宿心中
  - ミモザ館
  - さよならから始めよう
  - 一日だけの淑女
  - 福助
  - カジノ

- 新田純一
  - Hop・Step・愛
  - サマーセクシー
  - ハニーハニーSunshine Girl
  - 彼女のStory
  - メチャメチャむなしい
  - ローリング・サマー
  - Heart Breaker
  - すっかりチャーミング・レディー
  - Pop Story
  - Sweet Stadium
  - 君にドライブ

- 野口五郎
  - 愁雷
  - 今夜はつれづれ
  - 夜の虹
  - 涙のチケット（日本語詞）

- 能瀬慶子
  - He Is コットン100％
  - 美少女時代
  - おはようNOVEMBER
  - ほほえみプレリュード（前奏曲）
  - カリフォルニア

### は行
- パク・ヨンハ
  - 愛してるなんて言えない

- 橋本美加子
  - メロウ・シーズン
  - 夕暮れボン・ボヤージュ
  - ロマンティック・ウィーリング
  - 素顔でI LOVE YOU

- はつみ・ひとみ
  - 魔法の朝

- パティ
  - 明日…咲く
  - ブルー・マイ・ラヴ
  - 愛のカントリー・ソング
  - アモール

- 浜田省吾
  - 愛を眠らせて
  - 風を感じて
  - 幻想庭園

- 浜田朱里
  - 青い花火
  - 青い嫉妬
  - 黒い瞳
  - 18カラットの涙
  - 夏の指定席
  - 失われた季節
  - ジェラシーの章
  - 嵐の予感
  - 花の香り
  - 愛の湖
  - 春に逢えるでしょうか
  - 椅子
  - ボンジュール冬
  - Sincerely
  - 瞳・センチメンタル
  - 恋せよ乙女

- 早川めぐみ
  - ダンシング・イン・ザ・レイン ～昨日よりも愛しい人～
  - 金色の微笑
  - Midnight Rambler
  - 八月のSea Breeze

- 林明日香
  - 小さきもの
  - 声
  - 道草

- 早瀬優香子 with 渡辺裕之
  - マリリン＆ジョンの微笑（訳詞）

- 早見優
  - 青いSea Side
  - 素敵なRAIN DROPS
  - Love Light（日本語詞）
  - ガラスの街角
  - 少しだけオ・ト・ナ
  - 愛のブレスレット
  - 夏色のナンシー
  - 可愛いサマータイム
  - 逢いたい気分
  - Summer Holy Night
  - ロコ・サーファー
  - 渚のライオン
  - 赤いサンダル
  - You and Me
  - 真夏のボクサー
  - ラッキィ・リップス
  - 悲しいToo Many Rules
  - 白い水平線
  - Teenage Blue
  - Yes, you win!（作詞：三浦徳子、作曲：小林亜星、編曲：若草恵、歌：早見優）阪急ブレーブス（現：オリックス・バファローズ）の応援歌
  - Me☆セーラーマン
  - ペンギンロコモーション
  - Let's make a memory
  - Yesterday Dreamer

- 原田知世
  - 午前10時の誘惑

- 原田芳雄
  - スリル＋１（日本語詩）
  - TWO（日本語詩）

- 原真祐美
  - Bye,Bye,September
  - 夕暮れはLove Song
  - 夏のレッスン1
  - てんてん娘
  - センチメンタル・ブルー
  - 涙色のメモリー
  - いつか☆どこか☆ANATA
  - ベール・クレール
  - トワ・エ・モア
  - 黄昏のハイウェイ

- 原めぐみ (原江梨子)
  - ひとつひとつに
  - さよならだけが響く夜

- BEERS
  - 壊れたワイパー
  - 夜明けの舟
  - ラッキー・ストライク・マン

- PIΛS
  - 恋はサーカスゲーム

- 久石譲
  - Night City

- Bitter & Sweet
  - 月蝕

- ヒデとロザンナ
  - ロンリーウーマン

- Be-2
  - 夜明けの黄昏〜COME BACK TO ME〜（訳詞）
  - FANTASY BOY（訳詞）
  - SUGAR BOY〜SUGAR TOWN〜（訳詞）

- BIBI
  - 一千一秒物語
  - タイム・アスレチック

- 姫乃樹リカ
  - Marbles
  - 涙のパラシュート

- ビューティ・ペア
  - 渚のテレポート

- 日吉ミミ
  - タ・ン・ゴ

- PINK SAPPHIRE
  - 5番目の季節（亜伊林名義）
  - 真夜中のポートレイト（亜伊林名義）
  - 愛こそすべて

- ピンク・レディー
  - うたかた
  - BY MYSELF
  - ミラノ・ローズ
  - ファンタジア

- ブービーズ
  - 当日・消印・有効

- 福永恵規
  - 愛の魔法（マジック）
  - さよならのアン・ドゥ・トロワ

- 藤谷美紀
  - どうかしてる…

- 藤真利子
  - 霧のオルフェ
  - 真夜中のボレロ
  - 裸足の伯爵夫人

- 舟倉たまき
  - 気分はレッド・シャワー
  - Baby,yes I do

- ブラザーズ5
  - うれしいな！（日本語詞）
  - Lady Greensleeves（日本語詞）
  - 地球が生まれた日（日本語詞）

- プリシラ・チャン
  - 千年恋人
  - この空のどこかに

- 辺見えみり
  - 泣いてるあなたが好きだと思った
  - いつも…大好き
  - お互いの島になろう

- 星野由妃
  - 真夏の影

- ポピンズ
  - ストロベリー・プリンス（亜伊林名義）

- 堀内孝雄
  - 幸福ならば…
  - よろこび節
  - 見えない心
  - 人生の半分は夜
  - おバカさんマンボ
  - 風のレジェンド
  - 愛されてチャチャ
  - 岬から
  - 花火 ～ハート･ナビ～
  - キラメキ
  - ブラジル
  - 嘘をちょうだい
  - なんなん泣き虫

- 堀ちえみ
  - 東京Sugar Town
    - I Love Youはパラシュート

  - クレイジーラブ
    - 愛のランナー

  - リ・ボ・ン
    - 君は僕じゃない、僕は君じゃない

  - 『夢千秒』に収録
    - 瞳は海の色

  - 夏咲き娘
  - 『プラムクリーク』に収録
    - 青春のパーティ

  - 『Strawberry Heart』に収録
    - ストロベリー・ハート
    - 7時のニュース
    - 涙色のエアポート
    - Winds
    - モノレールのジョニー
    - 月の光よりも

  - 『夢の続き』に収録
    - 浮気なリップス
    - シンシア
    - Come on! Love Machine

  - 『glory days』に収録
    - 夢色バルーン

### ま行
- マーガレット・ポー
  - 天使のハミング
  - 花のセレナーデ

- AiM（前田愛）
  - I wish
  - いつでも逢えるから
  - アシタハアタシノカゼガフク
  - 永遠の輝き

- 牧野アンナ
  - Love Song 探して
  - Heart
  - 瞳は元気なブルースカイ
  - 夏の日の After School

- 町田義人
  - 枯葉の街
  - 風物語
  - アディオス･アモール

- 松崎しげる
  - WONDERFUL MOMENT
  - 想い出は煙にとけて
  - 雨の微笑
  - Together
  - 愛の静けさ〜Lonely Night〜
  - My Friend 朝日が昇れば（日本語詞）
  - You're So Good For Me（日本語詞）
  - 想い出の砂浜（日本語詞）
  - 愛の形見（日本語詞）
  - 美しい季節
  - 愛の影
  - 風のささやき（Yuji Ohno & Lupintic Six feat.松崎しげる）（亜伊林名義）

- 松下里美
  - 好きだから

- 松田聖子
  - 裸足の季節
  - RAINBOW～六月生まれ
  - 青い珊瑚礁
  - TRUE LOVE～そっとくちづけて
  - ～南太平洋～サンバの香り
  - ブルーエンジェル
  - SQUALL
  - トロピカル・ヒーロー
  - ロックンロール・デイドリーム
  - クールギャング
  - 九月の暮れ
  - 潮騒
  - 風は秋色
  - Eighteen
  - 白い恋人
  - 花時計咲いた
  - North Wind
  - 冬のアルバム
  - Only My Love
  - スプーン一杯の朝
  - ウィンター・ガーデン
  - しなやかな夜
  - チェリーブラッサム
  - 少しずつ春
  - 夏の扉
  - Summer Beach～オレンジの香り～
  - ナイーブ～傷つきやすい午後～
  - Je t'aime
  - 花びら
  - 愛の神話

- 松原みき
  - 真夜中のドア〜Stay With Me
  - そうして私が
  - 愛はエネルギー
  - His Woman
  - ハロー・トゥデイ〜Hello Today
  - 街はいつもパーティね
  - Jazzy Night
  - 夕焼けの時間です
  - ニートな午後3時
  - 10カラット・ラブ
  - ONE WAY STREET
  - 青いボールペン
  - 私はもどれない
  - オアシス
  - ―Cupid―
  - スーヴェニール
  - ONE SUMMER NIGHT
  - DREAM IN THE SCREEN（松原みきと共作）
  - 倖せにボンソワール Bonsoir

- 松本ちえこ
  - ワンダフル・ヒーロー
  - 哀愁メモリー
  - かわいい貴方
  - セントラル・パーク
  - 感覚都市
  - 天気予報を聞いてごらん
  - サーファーズ・ランチ
  - タクシー・ドライバー
  - スペシャル・リザーブ・ワンダー・キャラバン・バンド・ブック
  - 遠い砂丘
  - マダム・パーフェクション
  - ヌーン・シティ
  - Mr.Xの告白
  - ムーン・ビームに赤いバラ
  - スーパー・スカイ
  - パラダイス・チャペル・ハイウェイ
  - レストラン・メソポタミア
  - 11月の朝

- 松本典子
  - なるほどネ!!
  - Good-byeあなた色の街

- 間宮貴子
  - チャイニーズ･レストラン
  - 哀しみは夜の向こう
  - 渚でダンス
  - モーニング･フライト

- 黛ジュン
  - 女は○

- 真弓倫子
  - 片想いグラフィティー
  - 9月のプロムナード
  - 黄昏のシャララ
  - Confusion－静けさを破って－

- マリリン
  - スリム・センセーション
  - グッバイ・ジミー

- 萬田久子
  - 愛のオーロラ
  - 満潮

- MIE
  - シャンプー

- 南青山少女歌劇団
  - SATURDAY NIGHT（日本語訳）（亜伊林名義）

- 南佳孝
  - 朝焼けにダンス（松本隆と共作）
  - スフィンクスの夢

- 三原順子
  - 真っすぐララバイ
  - 心の棘
  - 氷河期
  - 愛ってなんなの
  - 素顔ブルース
  - 朝がえり
  - Swinger
  - ローズ
  - 土曜の夜
  - 危険

- 宮内淳
  - 風のメッセージ
  - ブルー・ハイウェイ

- 宮崎美子
  - 長い夜
  - 琥珀
  - 私のそばで

- 宮里久美
  - 背中ごしにセンチメンタル
  - 風のララバイ
  - 夜明けのウィスパ－
  - 抱きしめてMoonlight
  - 青いダイアモンド
  - 夢はスターダスト
  - ハート・カクテル
  - 白いセンターライン
  - さよならは絹のヴェール
  - アスファルトのLast Dance
  - パーセンテージ
  - 自分自身

- 宮前ユキ
  - ジョリーン（訳詞）

- 宮本典子
  - ラスト・トレイン
  - 炎の頃
  - 歩き出してナターシャ

- 武藤彩未
  - 女神のサジェスチョン
  - 桜 ロマンス
  - とうめいしょうじょ
  - 風のしっぽ

- 村上綾歌
  - 純情カレンダー〜Ten Million Beats〜（日本語詞）
  - ジャン・ジャン・ジャン〜ときめきは君のもの〜
  - マルガリータ

- Melody
  - 素直に言えない-もっとそばにいたいけど-

- The MOTOR SPORTS MUSIC
  - ヴィーナス・ジーザス

- 桃井かおり
  - メイク23秒
  - 東京慕情

- 森川美穂
  - ブルーな嵐
  - 黄昏のLove Letter

- 森川由加里
  - 風の中で出逢いたい

- 森口博子
  - サムライハート
  - BE FREE
  - Seven Daffodils（亜伊林名義）
  - What a handsome woman!（亜伊林名義）

- 森恵
  - 夢見るダンス・アウェイ（訳詞）
  - グラビアの少女
  - バリエーション

- 森山良子
  - かくれ恋人

### や行
- 八神純子
  - みずいろの雨
  - 想い出のスクリーン
  - アダムとイブ
  - ポーラー・スター（八神と共作）
  - 甘い生活
  - パープルタウン 〜You Oughta Know By Now〜
  - 漂流
  - 夏の日の恋
  - Touch you, tonight
  - 夜空のイヤリング

- 安田純子
  - 50 MOONS
  - 涙はパステル

- 柳ジョージ
  - I Love You So（亜伊林名義）
  - 想い出がありすぎて
  - Come on in. Coke’79（柳ジョージ＆レイニーウッド）

- 矢野有美
  - 経験・美少女
  - 新しい淋しさ
  - キュートにeyeして！
  - ハートのアドレス

- やまがたすみこ
  - イニシャルはK

- 山口かおり
  - フィフティーンラブ 〜口唇の秘密〜
  - エメラルドの季節

- 山口弘美
  - 空色の悲しみ

- 山咲トオル
  - 真夏のハート
  - Dream Dream Dream
  - 私のオアシス
  - しあわせの空気

- 山下久美子
  - LOVIN' YOU
  - He's a Lonely Guy

- 山瀬まみ
  - スーパー・マジック
  - 雨のマリオネット

- 山田邦子
  - LaLaLaLa LaLaLa

- 山中すみか
  - 月下香－ムーンライト・ローズ－
  - Missデイジー

- 山本淳一
  - Flower Girl -Tea for Two-

- 山本理沙
  - Lonely Lion
  - 淋しい自由

- ヤン・スギョン
  - 泣きながら ほほえみながら 愛しながら
  - 夢より遠くへ

- ゆかりちゃん
  - 花びらによろしく

- 横須賀昌美
  - Breathless
  - Y
  - 抱いてあげる
  - 哀しみのヒロイン

- 横山みゆき
  - Lonely Morning
  - 霧雨ルージュ
  - つぶやき集め
  - いまひとたびの

- 吉野千代乃
  - 黄昏の窓

- 吉本新喜劇オールスターズ
  - エクスタシー

- 米光美保 featuring クライズラー&カンパニー
  - 恋人よ～TO LOVE YOU MORE（日本語詞）

### ら行
- Ricardo
  - 君の為にできる事

- ribbon
  - リトル☆デイト
  - 1/2のチケット
  - そばにいるね
  - ハートを堕として
  - 3つの願い

- リューベン
  - 薔薇の嵐

- レイジー
  - MY ANGEL
  - 愛には愛を
  - HOTEL
  - Free
  - STOP THE MUSIC
  - 海を見つめて
  - WE ARE STAR

- Lady oh!
  - あいつ Bye Bye
  - 月影のしずく
  - 恋はモーターバイクで

### わ行
- 鷲尾いさ子
  - リエゾン
  - 月が出ていても
  - もう一度メリークリスマス
  - 泳ぐひと
  - そして優しい夜が来る
  - 愛は眠らない
  - アポロの背中
  - 夜の天使（訳詞）
  - Lies -いつも昨日のつづき-（訳詞）
  - 終わりの始まり（訳詞）

- 和田アキ子
  - 抱いてサンバナイト
  - つれづれ恋人
  - 逢いたいうちが華だから

- 和田加奈子
  - 不確かなI LOVE YOU
  - SUNDAY BRUNCH
  - 梨の形をしたBlue
  - Be My J-Boy
  - めまい
  - 真昼のポーリーヌ
  - ゴシップ・グラマー-空っぽのガレージ-

- 渡辺典子
  - 花の色
  - 野ばらのレクイエム
  - 華やかなピリオド
  - ここちε
  - TOKYOサバンナ

- 渡辺真知子
  - メロディ
  - 別れのドレス
  - 一度だけヒロイン

- 渡辺未央
  - 終わらない愛（松田ななと共作）

- 渡辺美奈代
  - オフロでGO!（補作詞）

### ハロー!プロジェクト関連
- アンジュルム/スマイレージ
  - サンキュ! クレームブリュレの友情（亜伊林名義）
  - 七転び八起き
  - キソクタダシクウツクシク（亜伊林名義）

- 飯田圭織
  - エーゲ海に抱かれて
  - ドアの向こうでBellが鳴ってた
    - 泣かずにいられない私です

- ODATOMO
  - 木立を抜ける風のように

- 音楽ガッタス
  - カラゲンキ

- カントリー・ガールズ
  - ためらい サマータイム
  - ブキウギLOVE
  - ランラルン〜あなたに夢中〜
  - ピーナッツバタージェリーラブ（エリック・フクサキと共作）

- ℃-ute
  - 嵐を起こすんだ Exciting Fight!
  - 男と女とForever
  - 何故 人は争うんだろう?

- こぶしファクトリー
  - 急がば回れ

- Juice=Juice
  - Ça va ? Ça va ?
  - Feel!感じるよ
  - Good bye & Good luck!

- セクシーオトナジャン
  - オンナ、哀しい、オトナ

- 嗣永桃子
  - キアオラ・グラシャス・ありがと

- つばきファクトリー
  - ふりさけみれば・・・

- ハロプロ研修生
  - Hello! まっさらの自分

- ピーベリー
  - 虹のせせらぎ

- 美勇伝
  - ひとりじめ

- BEYOOOOONDS
  - 恋愛奉行

- Buono!
  - co・no・mi・chi
  - MY BOY
  - Take It Easy!
  - Bravo☆Bravo
  - Our Songs
  - 夏ダカラ!

- 松浦亜弥
  - チョコレート魂
    - ガツン

- 真野恵里菜
  - ラッキーオーラ
  - ラララ-ソソソ
  - 乙女の祈り
    - 水色想い

  - はじめての経験
    - ナキムシ・ヨワムシ

  - 世界は サマー・パーティ
    - ジャスミンティー

  - この胸のときめきを
    - ハッピーバースデイ・ママ

  - Love & Peace=パラダイス
    - 18才の季節

  - 「FRIENDS」に収録
    - OSOZAKI娘
    - いつもいつでも
    - サンタのサキソフォン
    - まつげの先に君がいる
    - おやすみなさい

  - 春の嵐
    - ハロー! エスパー! ハロー!

  - お願いだから…
    - 花言葉

  - 元気者で行こう!
    - 家へ帰ろう

  - 「MORE FRIENDS」に収録
    - ごめん、話したかっただけ
    - ドレミファどうして?
    - Tomorrow
    - Ambitious Girls
    - 堕天使 エリー
    - 嵐の前のキャンドル

  - 青春のセレナーデ
    - 21世紀的恋愛事情

  - 10カラットの煌めき。
  - 「More Friends Over」に収録
    - Glory days
    - 永遠〜黄昏交差点 time goes by〜
    - I have a dream
    - 風の薔薇〜歩いて地図をつくった男のウタ〜

  - 青空が笑ってる
  - 青春 レインボウ
  - 「BEST FRIENDS」に収録
    - ゼンブダイスキ
    - みんな、ありがとう。

- メロン記念日
  - 「THE 二枚目」に収録
    - 刹那さ Ranking
    - キライ、スキ スキ スキ ホント、ウソ ウソ ウソ

- モーニング娘。'15
  - 今すぐ飛び込む勇気（児玉雨子と共作）

### ジャニーズ事務所（現・STARTO ENTERTAINMENT）関連
- シブがき隊
  - ZIG ZAG セブンティーン
  - Gジャンブルース
  - ブルーソネット（布川敏和ソロ曲）
  - 処女的衝撃!
  - ヴァージン・ショックII
  - 踊ってカモフラージュ
  - ゼロから始まる
  - ミッドナイト・ストーム（本木雅弘ソロ曲）
  - あいつと俺とおまえ
  - ホントにホンネでホンキさ
  - 危険一瞬!
  - ウィーク・ポイント
- 少年隊
  - 封印LOVE（亜伊林名義）

- 錦織一清
  - 夜明けのレジェンド（亜伊林名義）

- 光 (内海光司・大沢樹生)
  - セレナーデの時間
  - PENTHOUSE WEDDING（亜伊林名義）

- 光GENJI
  - 笑ってよ
  - 愛してもいいですか
  - 君にCheer Up!
  - クリスタル・ユニヴァース
  - 空を渡って君のハートへ
  - Rabbit Train
  - あの日の忘れもの
  - AMATERASU
  - FLOWER OF MY HEART
  - 水の惑星〜Love Balloon〜
  - 勇気を出して
  - And I love you
  - Moon Talk
  - 正しい冬の過ごし方
  - 僕たちが愛してく
  - さよならの情熱

- 光GENJI SUPER 5
  - Angelic Day
  - Festival Tour

- Sexy Zone
  - Sexy Summerに雪が降る
  - King & Queen & Joker
  - 男 never give up
  - シーサイド・ラブ
  - Make my day
  - 君らしくない一日をボクと
  - 今日はありがとう
  - ぶつかっちゃうよ
  - Hey you!
  - Easy come! Easy go! Easy love!
  - プンププンプン
  - 恋がはじまるよーー!!!
  - Tokyo Hipster

- A.B.C-Z
  - Smiling Again
  - どこまで Happy!!!
  - 今日もグッジョブ!!!（浅利進吾と共作）
  - トリプルラッキー!!!

### アニメソング
- 六神合体ゴッドマーズ
  - 宇宙の王者!ゴッドマーズ（樋浦一帆）
  - 愛の金字塔（樋浦一帆）
  - Birthday City（川原田新一）
  - 愛のストーリィ（川原田新一）
  - 星屑の伝説（三ツ矢雄二・水島裕）
  - 風の中を（水谷優子）

- 聖戦士ダンバイン
  - 水色の輝き（小出広美）
  - 青のスピーチ・バルーン（小出広美）

- 超時空騎団サザンクロス
  - 星のデジャ・ブー（鹿取容子）
  - 約束（鹿取容子）
  - WALKING IN THE SUN（鹿取容子）

- 機甲界ガリアン
  - ガリアン・ワールド（EUROX）
  - 星の1秒（EUROX）

- 鎧伝サムライトルーパー
  - スターダストアイズ（浦西真理子）
  - サムライハート（森口博子）
  - BE FREE（森口博子）
  - Lonely Blood（西村智博）
  - Cool Moon（竹村拓、中村大樹）
  - 地図のない旅へ（SAMURAI BOYS & GIRLS（草尾毅、竹村拓、中村大樹、佐々木望、西村智博、日下部かおり、若本規夫、笹岡繁蔵））
  - ミッドナイト・パーティ（SAMURAI BOYS & GIRLS（草尾毅、竹村拓、中村大樹、佐々木望、西村智博、渡辺久美子、日下部かおり））
  - RAINBOW PARADISE（SAMURAI BOYS & GIRLS （草尾毅、竹村拓、中村大樹、佐々木望、西村智博、渡辺久美子、日下部かおり））
  - 仮面の下の涙（小杉十郎太、梁田清之、松本保典、二又一成）

- マシンロボ クロノスの大逆襲
  - マシンロボ・炎（マーチン）
  - 青いハートのストレンジャー（渡辺絵麻）
  - ENDLESS（マーチン）
  - 星のDream（渡辺絵麻）

- 北斗の拳
  - 枯れた大地（神谷明）
  - 愛は塊（山本百合子）

- 名探偵ホームズ
  - 空からこぼれたStory（ダ・カーポ）
  - テームズ河のDANCE（ダ・カーポ）

- うる星やつら2 ビューティフル・ドリーマー
  - 愛はブーメラン（松谷祐子）

- ハロー!サンディベル
  - ハロー!サンディベル（堀江美都子）
  - 白い水仙（堀江美都子）
  - 風に負けないで（堀江美都子）
  - ビバ!!サンディベル（堀江美都子）

- ルパン三世 グッバイ・パートナー
  - カランコエ Forever!（沢城みゆき）

- ルパン三世 バイバイ・リバティー・危機一発!
  - エンドレス・トワイライト-最後の真珠-（慶田朱美）

- ルパン三世 ヘミングウェイ・ペーパーの謎
  - He's Gone（Linda Hennrickと共作）（木原美智子）

- ルパン三世 ロシアより愛をこめて
  - Golden Game（しばたはつみ）

- アタッカーYOU!
  - 青春プレリュード（加茂晴美）
  - TWINKLE TWINKLE（加茂晴美）

- スーパードール★リカちゃん
  - アシタノキミ（櫻井智）

### NHK Eテレ関連
- 母と子のテレビ絵本
  - きつねのコンピューター

- いないいないばあっ!
  - ワンワンパラダイス
  - 雲のレストラン
  - ぐるぐるクッキー
  - 旅がらすワン太郎
  - チーしちゃおう
  - ねばねば
  - のりもののりのり
  - ママから聞いたこと
  - バタンバタン
  - はしって ダアー！
  - ふゆがやってきたーっ！
  - ブンブン ブキューン！
  - モウフーッなきもち
  - ふしぎなふしぎ
  - 夕やけわっしょい！
  - はじめてはじめて
  - カエデの木のうた
  - ソラハアオイヨ
  - パチパチ パレードっ！
  - パッパ らっぱ
  - でっかいなあ！
  - ずーっといっしょ
  - フーッ、ちゃっぽんぽん
  - まる、まるっ
  - サンキュ！ワンワン399
  - ぐにゅぐにゅにょろにょろ
  - にじいろリボン

- おかあさんといっしょ
  - ちょー ちっちゃいはなし

- にほんごであそぼ
  - シェイクスピアのうた ～マクベス編～（亜伊林名義）
  - 五十三次ロケンロー
  - VIVA！をとめたち。（亜伊林名義）
  - TOBALI（亜伊林名義）